# Who Did It!
Who Did It! è una compilation del gruppo britannico The Who, pubblicata nel 1970.

## Tracce
1. Run, Run, Run
2. Boris The Spider
3. I Need You
4. Whiskey Man
5. Heat Wave
6. Cobwebs And Strange
7. Armenia City In The Sky
8. Heinz Baked Beans
9. Mary Anne With The Shaky Hand
10. Odorono
11. Tattoo
12. Our Love Was
13. I Can See For Miles